# 李镜蓉
李镜蓉（1882年—1947年），名亮工，字镜蓉。山西河津人。民国时期教育家，书画家。

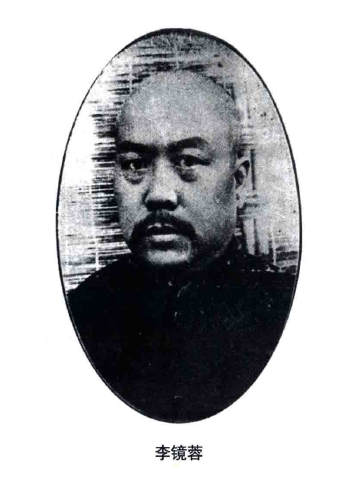
山西大學教授時期照片

## 生平
1904年，留学日本，就读于札幌农学校（现为北海道大学）农学专业。期间受教于章太炎，后加入中国同盟会。
辛亥革命之初，出任南京临时政府南洋教育司司长。随后出任山西大学校校长。
任职仅三月，因与阎锡山不和，辞职。此后归乡闭门读书。
1917年，返回山西大学，出任国文学系主任。
1937年，日军侵犯山西。太原各校停课。李镜蓉前往西安避难。被程潜聘为中将参事。此后在陕西师范专科学校讲学。
1944年，李镜蓉常与共产党人来往，受到国民党当局的猜忌。因此加入西北五省区民盟。
1947年11月27日，病逝于西安。